# Armin Görtz
Armin Görtz (Dortmund, 30 de agosto de 1959) é um ex-futebolista profissional alemão, medalhista olímpico 

## Carreira
Armin Görtz ganhou a medalha de bronze nos Jogos Olímpicos de Verão de 1988.